# Rome (Iowa)
Rome és una població dels Estats Units a l'estat d'Iowa. Segons el cens del 2000 tenia 113 habitants.

## Demografia
Segons el cens del 2000, Rome tenia 113 habitants, 49 habitatges, i 27 famílies. La densitat de població era de 335,6 habitants/km².
Dels 49 habitatges en un 26,5% hi vivien nens de menys de 18 anys, en un 38,8% hi vivien parelles casades, en un 14,3% dones solteres, i en un 42,9% no eren unitats familiars. En el 30,6% dels habitatges hi vivien persones soles el 4,1% de les quals corresponia a persones de 65 anys o més que vivien soles. El nombre mitjà de persones vivint en cada habitatge era de 2,31 i el nombre mitjà de persones que vivien en cada família era de 2,82.
Per edats la població es repartia de la següent manera: un 24,8% tenia menys de 18 anys, un 8% entre 18 i 24, un 34,5% entre 25 i 44, un 27,4% de 45 a 60 i un 5,3% 65 anys o més.
L'edat mediana era de 35 anys. Per cada 100 dones de 18 o més anys hi havia 102,4 homes.
La renda mediana per habitatge era de 22.083 $ i la renda mediana per família de 40.000 $. Els homes tenien una renda mediana de 26.250 $ mentre que les dones 15.625 $. La renda per capita de la població era de 12.976 $. Entorn del 10% de les famílies i el 27% de la població estaven per davall del llindar de pobresa.

## Poblacions més properes
El següent diagrama mostra les poblacions més properes.